# Phalloniscus kenepurensis
Phalloniscus kenepurensis är en kräftdjursart som först beskrevs av Charles Chilton 1901.  Phalloniscus kenepurensis ingår i släktet Phalloniscus och familjen Dubioniscidae. Inga underarter finns listade i Catalogue of Life.